# مشكلة تامس
أخذت مسألة تامس (Tammes problem) اسمها من عالم النبات الهولندي بيتر ميركوس لامبرتوس تامس (1903-1980) الذي طرح السؤال في عام 1930 فيما يتعلق بدراسة المسام الموجودة على حبوب اللقاح الكروية.

الحل ل 12 دائرة.

يمكن صياغة مشكلة تامس على النحو التالي:
1. كيف يمكن تغطية سطح الكرة، بدون تداخل، بعدد ن من الدوائر المتساوية بحيث يكون قطرها أكبر ما يمكن؟
2. وكيف يجب ترتيب هذه الدوائر للوصول إلى الحد الأقصى المطلوب؟
3. هل الحل لكل ن فريد من نوعه؟